# Bulgarian International 2004
Die Bulgarian International 2004 im Badminton fanden vom 16. bis zum 19. September 2004 in Sofia statt.

## Medaillengewinner
| Disziplin    | Gold                                         | Silber                           | Bronze                         |
| ------------ | -------------------------------------------- | -------------------------------- | ------------------------------ |
| Herreneinzel | Nathan Rice                                  | Simon Hardcastle                 | Conrad Hückstädt               |
| Herreneinzel | Nathan Rice                                  | Simon Hardcastle                 | Miha Šepec jr.                 |
| Dameneinzel  | Elizabeth Cann                               | Susan Hughes                     | Linda Zechiri                  |
| Dameneinzel  | Elizabeth Cann                               | Susan Hughes                     | Yuan Wemyss                    |
| Herrendoppel | Ruben Gordown Khosadalina Aji Basuki Sindoro | Imanuel Hirschfeld Jörgen Olsson | Stephen Foster Carl Goode      |
| Herrendoppel | Ruben Gordown Khosadalina Aji Basuki Sindoro | Imanuel Hirschfeld Jörgen Olsson | Andrej Pohar Miha Šepec jr.    |
| Damendoppel  | Ragna Ingólfsdóttir Sara Jónsdóttir          | Diana Dimova Linda Zechiri       | Hayley Connor Jenny Wallwork   |
| Damendoppel  | Ragna Ingólfsdóttir Sara Jónsdóttir          | Diana Dimova Linda Zechiri       | Maja Kersnik Maja Tvrdy        |
| Mixed        | Stephen Foster Jenny Wallwork                | Chris Langridge Hayley Connor    | Yulian Hristov Diana Dimova    |
| Mixed        | Stephen Foster Jenny Wallwork                | Chris Langridge Hayley Connor    | Aqueel Bhatti Katie Litherland |